# Cultura Vicús
```
   [[Categoria:Estados extintos da América do Sul|Cultura Vicús, 
500 a.C.
]]
```

Vicús foi uma cultura arqueológica do Peru Antigo que se desenvolveu entre os anos 500 a.C. e 500 d.C. na zona costeira norte do Peru , no curso inferior do rio Piura , a 7 km do distrito de Chulucanas , na província de Morropón , departamento de Piura .
Sua sede administrativa, localizada no "Cerro Vicus", a uma altitude de 170 metros acima do nível do mar, esteve em contacto com outras cidades andinas localizada mais ao norte. Os vicus, conheciam as ligas de prata , ouro e cobre , usavam esses metais no desenvolvimento de suas ferramentas agrícolas.
Sua cultura foi desenvolvida em três grandes etapas:
- Estágio Chavín
- Estágio de desenvolvimento regional
- Estágio de influência Moche [3]

A agricultura era a base do seu desenvolvimento, com sistemas de irrigação avançados, e o principal instrumento de controle social e de exploração, apoiado por um férreo militarismo . Um forte contingente de nobres guerreiros cruzou seus domínios para impor os comandos do soberano.

## Área geográfica
Vicús foi o nome de uma cultura localizada nos vales e na costa de Piura , se estendendo até norte de Lambayeque .
O nome Vicús deve-se ao nome do local onde se localiza um grande cemitério: o Cerro Vicús, a 50 km a leste de Piura e a 1.050 km ao norte de Lima.
Sua área de influência se estendia desde Tambo Grande e Salitral (parte alta do rio Piura) ao norte nas províncias de Piura, Morropon , Ayabaca , Huancabamba e, provavelmente, até as montanhas do sul do Equador.
Vicús é uma cultura que, como Paracas em sua fase inicial, é mostrada como uma expressão tardia do estágio Chavín.
Lamentavelmente a predação dos saqueadores tem sido de tal alcance, que atualmente, com os objetos encontrados, é impossível ter informação suficiente para a arqueologia proceder a uma reconstrução adequada da vida desta cidade. A perda é irreversível.

## Os túmulos de botas
Perto do Cerro Vicús foram encontrados quase dois mil poços funerários, verdadeiras chaminés mortuárias com uma idade de doze a quatorze séculos.
Uma das características da Cultura Vicus são precisamente essas tumbas consistindo em poços tubulares verticais de profundidade e diâmetro variados. No final do poço, há um alargamento que dá ao todo a forma de uma bota.
A profundidade dos poços varia entre 4 e 15 metros. O diâmetro varia entre 70 e 100 cm, mas normalmente é de 80 cm
Possivelmente, os túmulos mais profundos pertencem a pessoas de maior importância. Eles também são os que contêm a maior quantidade de peças de cerâmica e metal.
Geralmente o cadáver, reduzido a pó, está no fundo do túmulo, mas também pode ser localizado mais acima. Uma vez que o cadáver e os objetos que correspondiam a ele por sua classe foram colocados, o túmulo foi novamente coberto com areia. Alguns túmulos vazios foram encontrados, o que sugere que eles estavam prestes a serem ocupados e disponíveis, mas nunca foram usados.
Em vasos comuns de túmulos ou vários objetos de cerâmica, foram encontradas agulhas de cobre e pedaços de tecido.

## Cerâmica Vicús
A cerâmica Vicús sofreu uma série de influências durante seu desenvolvimento na fase inicial teve influencia da Cultura Chavin e em sua última fase teve grande influencia da Cultura Moche, mas entre estas duas etapas existiu um estilo puramente Vicús (Etapa de Desenvolvimento Regional), com características próprias, que para ser diferenciado, é conhecido como cerâmica Vicús-Vicus.
A cerâmica é a principal fonte de informação sobre o Vicús. Em geral, sua cerâmica é caracterizada por sua aparência sólida e rústica e por sua tendência escultural realista.
Morfologicamente, as cerâmicas Vicús eram catalogadas em três tipos:
- Vicús Negativo: constituída por peças com círculos, espirais e triângulos que decoravam recipientes com figuras de animais. Nas cerâmicas Vicús Negativo podemos ver representados guerreiros, músicos e cenas eróticas com figuras nuas de ambos os sexos.
- Vicús branco sobre vermelho: é semelhante ao Vicus Negativo, pois representa vasos esculturais antropomórficos, fitomórficos e zoomórficos. Sua decoração combina aplicações, incisões e linhas brancas sobre o fundo vermelho.
- Vicús engobados monocromático: tem uma aparência áspera, com manchas escuras devido a defeitos de cozimento. Constituído de recipientes com tripés ou pedestais em forma de sino.

Posteriormente, com base em estudos comparados entre as cerâmicas de estilo Moche, originalmente de Piura, com a observada no vale de Chicana, e as cerâmicas Vicús, foi seguindo um esquema evolutivo onde se observou dois períodos distintos, o Vicús I e o Vicús II. O primeiro período consiste em cerâmicas grosseiras, de baixa qualidade, comparadas ao seu antecessor (o estilo de Chavín ) e seu sucessor (o estilo Moche ). O segundo grupo é composto por cerâmicas com um acabamento fino e formas compatíveis com os complexos cerâmicos de Lambayeque e Virú .
Eles conseguiram capturar e definir oito potes pertencente à tradição de cerâmica Vicús, numerados de um a oito. Destes, seis estão relacionados exclusivamente a peças do estilo Vicús, e dois (2 e 7) estão associados a cerâmica Moche . Por outro lado, as olarias pertencentes às tradições tecnológicas Moche e Virú são também peças que imitam o estilo Vicús ou representam personagens do repertório iconográfico de Vicús. 
Do ponto de vista do estilo, três fases foram identificadas: o Vicús Inicial; o Vicús Médio, dividido em dois segmentos, A e B ; e o Vicús Tardio , este também dividido em segmentos A e B .